# Équipe de Slovénie féminine de volley-ball
L'équipe de Slovénie féminine de volley-ball est composée des meilleures joueuses slovènes sélectionnées par la Fédération slovène de volley-ball (Odbojkarska Zveza Slovenije, OZS). Elle est classée au 30e rang de la Fédération internationale de volley-ball au 10 juillet 2022.

## Sélection actuelle
Sélection pour le tournoi de qualification au Championnat du monde 2010 du 13 au 17 mai 2009 à Marseille.

Entraîneur :  Tilen Kozamernik ; entraîneur-adjoint :  Boris Klokocovnik

## Palmarès et parcours

### Palmarès
Néant

### Parcours

#### Jeux olympiques
aucune participation

#### Championnat du monde
| - 1994 : non qualifiée - 1998 : non qualifiée - 2002 : non qualifiée - 2006 : non qualifiée - 2010 : non qualifiée |

#### Championnat d'Europe
| - 1991 : non participant - 1993 : non qualifiée - 1995 : non qualifiée - 1997 : non qualifiée - 1999 : non qualifiée - 2001 : non qualifiée - 2003 : non qualifiée - 2005 : non qualifiée - 2007 : non qualifiée - 2009 : non qualifiée | - 2011 : non qualifiée |

#### Ligue européenne
| - 2009 : non participant - 2010 : non participant - 2011 : non participant - 2012 : non participant - 2013 : non participant - 2014 : 7e |